# Loxocarpus
Loxocarpus, rod gesnerijevki iz podtribusa Loxocarpinae, dio tribusa Trichosporeae. Sastoji se od 24 vrste iz Indokine i Malezije.. 
Rod je opisan u On Cyrtandreae. London 120. 1839., 

## Opis
Loxocarpus R.Br. je mali rod koji se sastoji od dvadesetak vrsta rasprostranjenih na Sumatri, poluotoku Tajlanda, poluotoku Malezije i Borneu. Rod je prethodno bio uključen u Henckelia Spreng. (Weber & Burtt, 1998; Banka & Kiew, 2009), ali su ga ponovno postavili Middleton et al. (2013) na temelju ranijih filogenetskih studija (Weber et al., 2011). Vrste Loxocarpus iz poluotočne Malezije revidirali su (kao Henckelia sect. Loxocarpus) Banka & Kiew (2009), iako su od tada Yao et al. (2012) opisali novu vrstu iz Kelantana. Loxocarpus je najraznolikiji na Borneu, zastupljen s devet vrsta. Sve opisane nove vrste imaju relativno dugu čahuru (10–17,5 mm). Loxocarpus je uglavnom karakteriziran kratkom plagiokarpnom kapsulom manjom od 10 mm (Banka & Kiew, 2009). Međutim, molekularne filogenetske studije (Yao, 2012.) podržavaju uključivanje nekoliko vrsta s dugom kapsulom koje su bile smještene u Didymocarpus Wall. i Henckelia.

## Vrste
1. Loxocarpus angustifolius Ridl.
2. Loxocarpus argenteus B. L. Burtt
3. Loxocarpus burttii T. L. Yao
4. Loxocarpus caeruleus (Ridl.) Ridl.
5. Loxocarpus caulescens B. L. Burtt
6. Loxocarpus conicapsularis (C. B. Clarke) B. L. Burtt
7. Loxocarpus coodei (B. L. Burtt) T. L. Yao
8. Loxocarpus holttumii M. R. Hend.
9. Loxocarpus incanus R. Br.
10. Loxocarpus littoralis T. L. Yao
11. Loxocarpus longipetiolatus B. L. Burtt
12. Loxocarpus meijeri B. L. Burtt
13. Loxocarpus pauzii T. L. Yao
14. Loxocarpus repens B. L. Burtt
15. Loxocarpus rufescens (C. B. Clarke) B. L. Burtt
16. Loxocarpus segelamensis T. L. Yao
17. Loxocarpus semitortus (C. B. Clarke) Ridl.
18. Loxocarpus sericeus (Ridl.) B. L. Burtt
19. Loxocarpus sericiflavus (Kiew & Banka) T. L. Yao
20. Loxocarpus stapfii (Kraenzl.) B. L. Burtt
21. Loxocarpus taeniophyllus (B. L. Burtt) T. L. Yao
22. Loxocarpus tunkui Kiew
23. Loxocarpus verbeniflos (C. B. Clarke) B. L. Burtt
24. Loxocarpus violoides (C. B. Clarke) T. L. Yao